# Лаутерсхајм
Лаутерсхајм (њем. Lautersheim) општина је у њемачкој савезној држави Рајна-Палатинат. Једно је од 81 општинског средишта округа Донерсберг. Према процјени из 2010. у општини је живјело 665 становника. Посједује регионалну шифру (AGS) 7333041.

## Географски и демографски подаци
Лаутерсхајм се налази у савезној држави Рајна-Палатинат у округу Донерсберг. Општина се налази на надморској висини од 198 метара. Површина општине износи 3,7 km². У самом мјесту је, према процјени из 2010. године, живјело 665 становника. Просјечна густина становништва износи 179 становника/km².